# Kalinje
Kalinje is een plaats in de gemeente Sveti Ivan Zelina in de Kroatische provincie Zagreb. De plaats telt 243 inwoners (2001).